# Orthosia cerasi
Orthosia cerasi là một loài bướm đêm trong họ Noctuidae.

## Hình ảnh

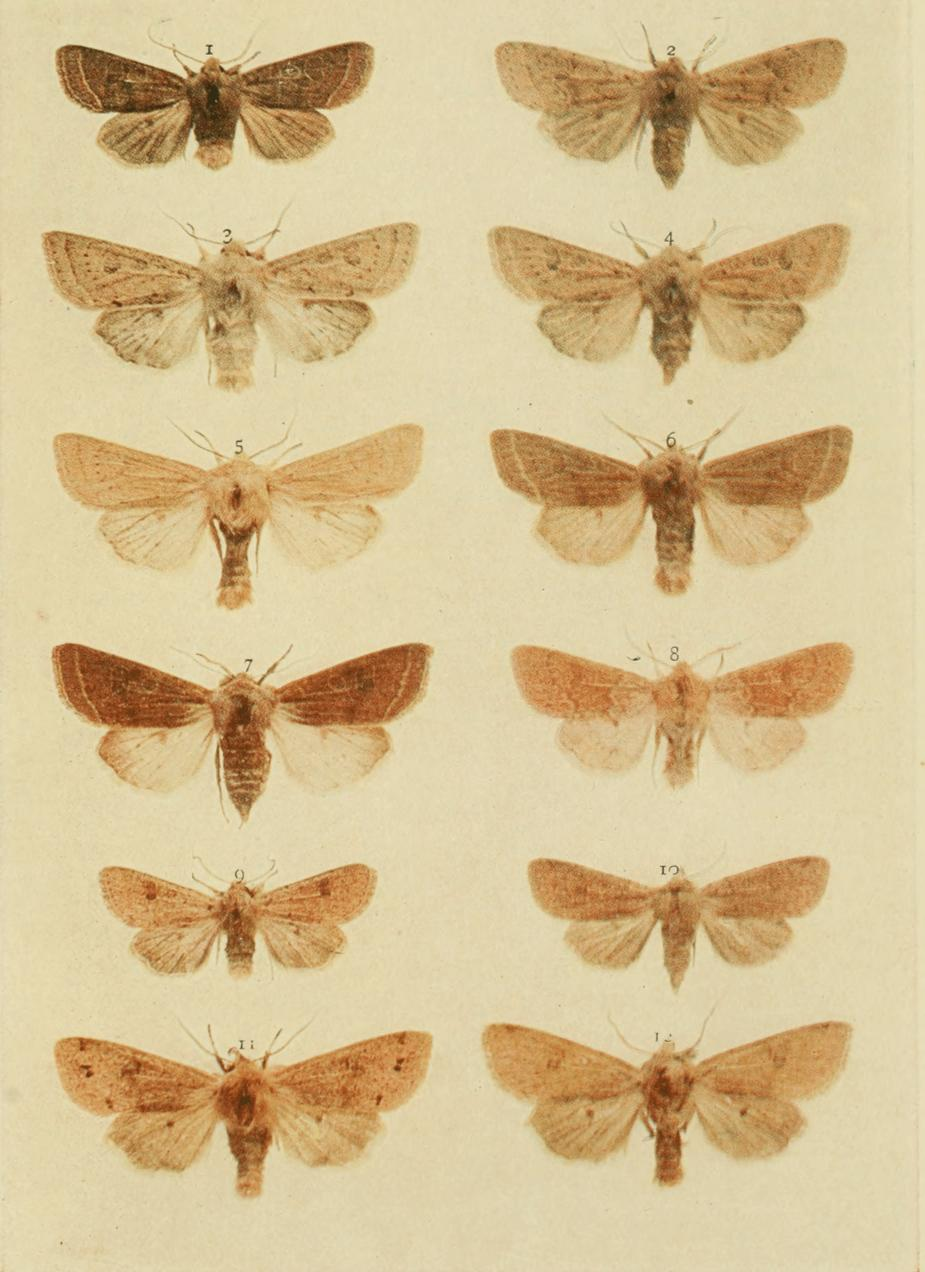
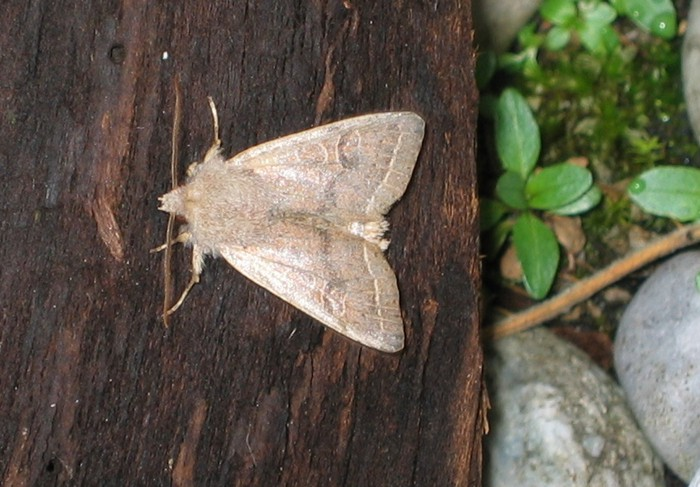
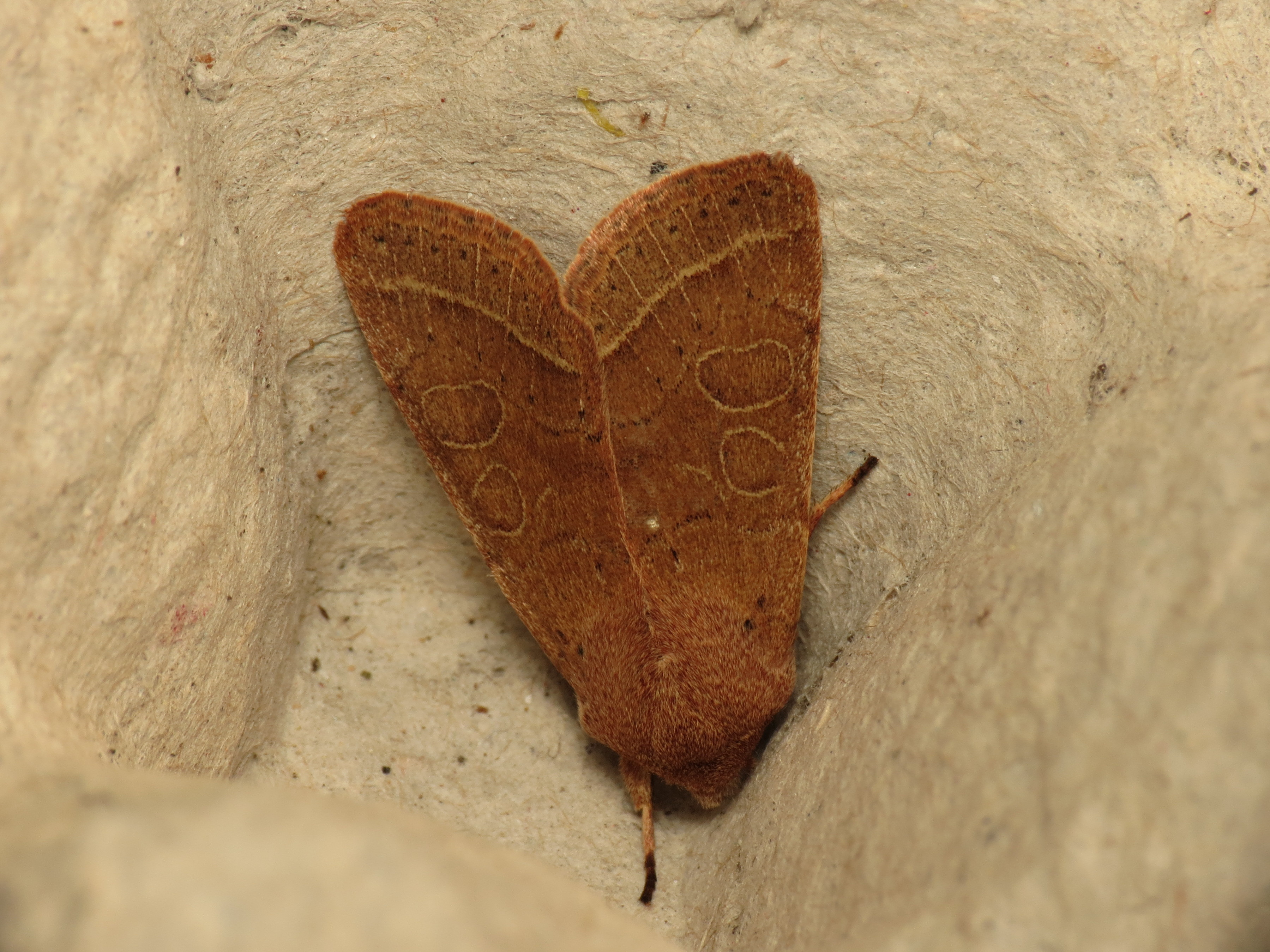
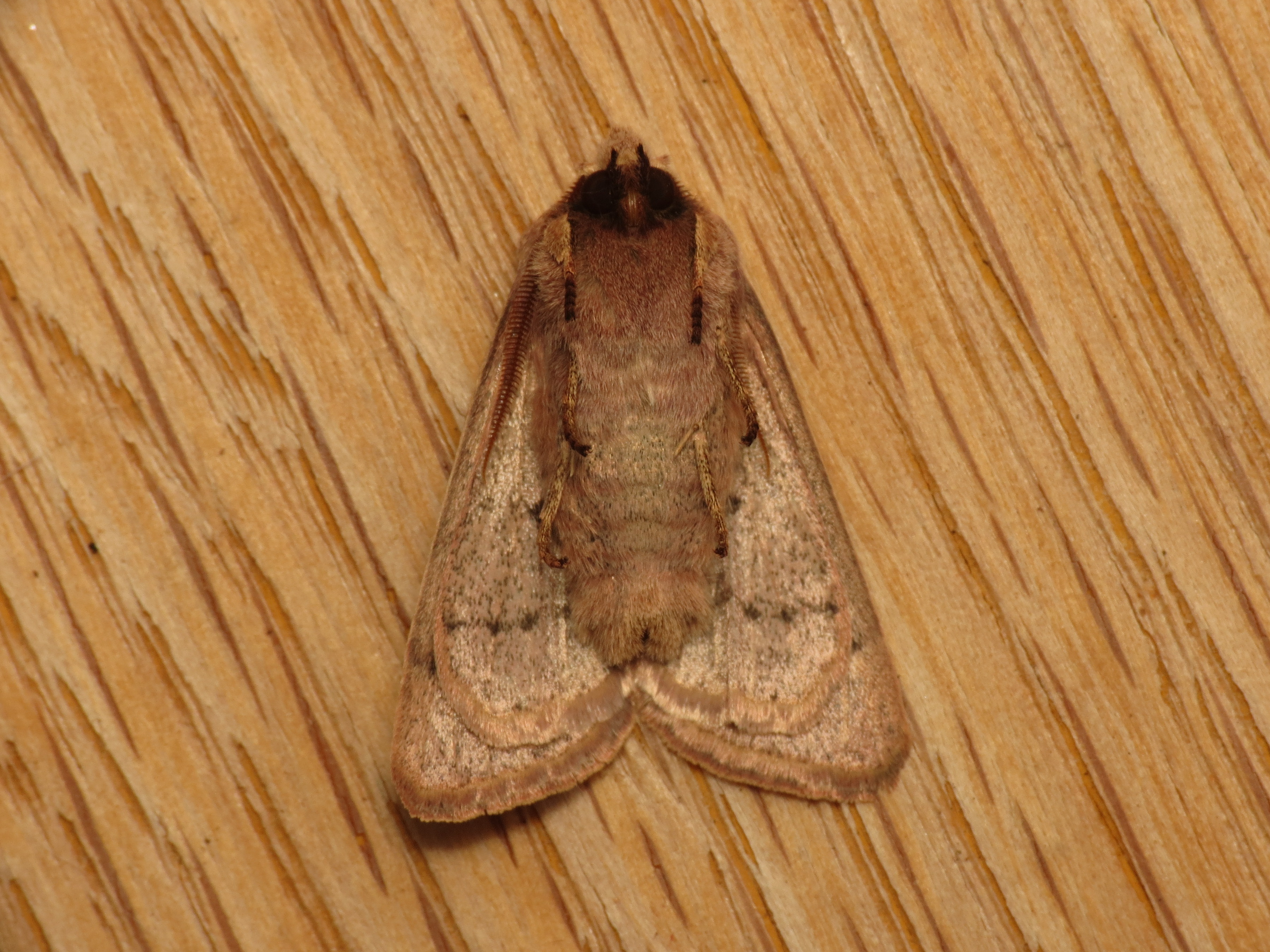